# Vasile V. Rășcanu
Vasile V. Rășcanu (n. 12 august 1877, Țifu, România) a fost un inginer metalurg și antreprenor român care a înființat împreună cu sculptorul Frederic Storck, în octombrie 1905 la București, o societate de producție a obiectelor de artă turnate în bronz, alamă, zinc și alte metale, și obiecte de uz utilitar și clopotărie, intitulată „Prima turnătorie artistică V.V. Rășcanu & Co”.

## Încadrare în epocă
Rolul important pe care l-au jucat turnătoriile artistice din București, este relevat de studierea factorilor și a condițiilor care au stimulat sau au frânat dezvoltarea sculpturii moderne românești din a doua jumătate a secolului al XIX-lea și din prima jumătate a secolului al XX-lea. După cum se știe, sculptura românească modernă a cunoscut un deosebit avânt începând de la Revoluția din 1848, când s-a conștientizat rolul pe care putea să-l joace această disciplină ca instrument de propagandă și ca instrument de culturalizare și instruire estetico-patriotică a maselor. Noul climat politico-social a dat ocazia dezvoltării sculpturii, îndeosebi a celei statuare. Simptomatică pentru România este prima statuie de for public ridicată de Constantin Daniel Rosenthal în Piața Vorniciei din București, intitulată Statuia Libertății.

Monumentul generalului Alexandru Cernat (Ion Georgescu) realizat la atelierul Școlii de arte și meserii de echipa francezului Louis Ferdinand

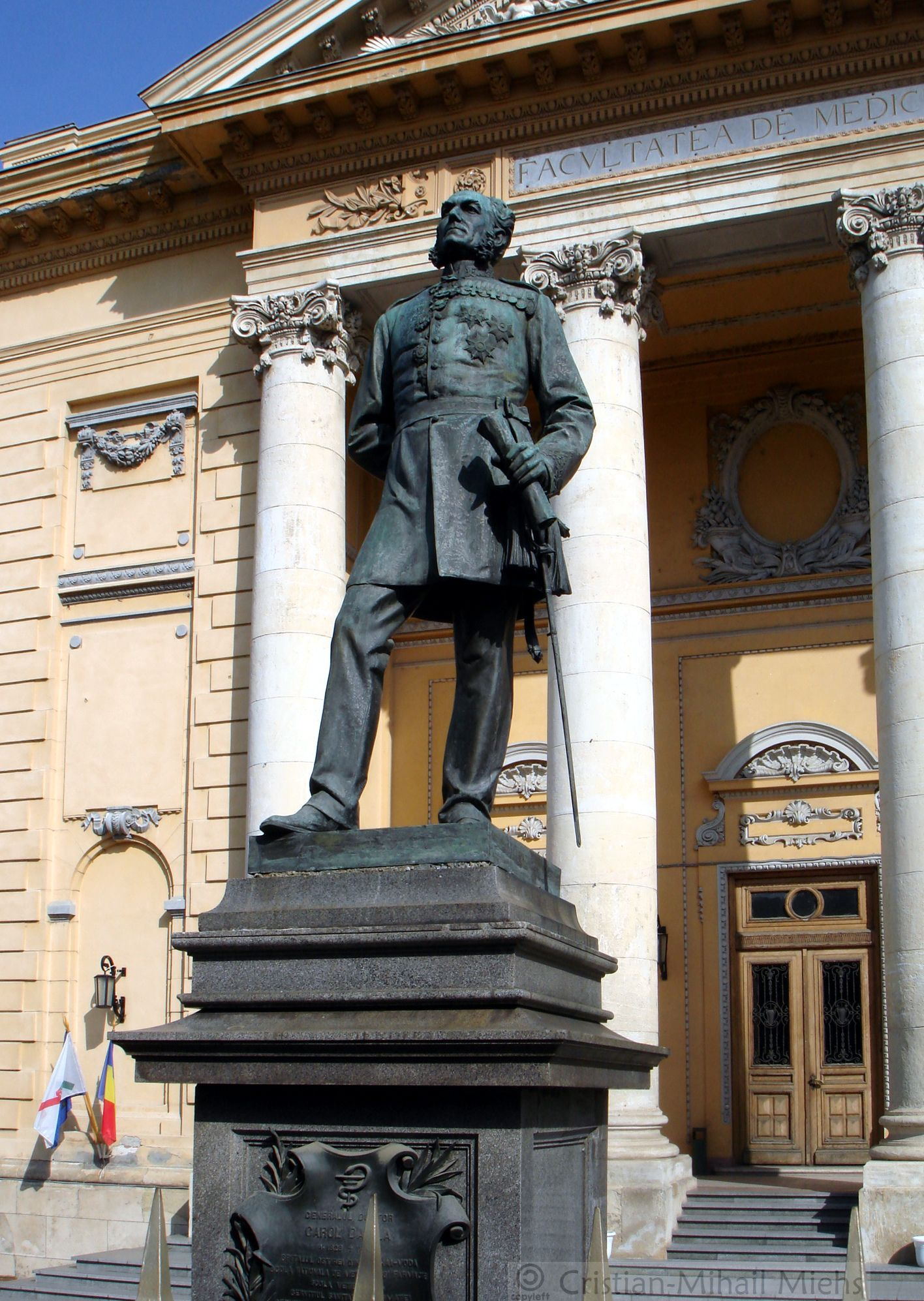
Statuia dr. Carol Davila (Carol Storck) realizată la atelierul Școlii de arte și meserii de echipa francezului Louis Ferdinand

Până la momentul 1848 sculptura românească a avut un parcurs lent și anevoios, avântul fiind potolit de ideile religioase conform cărora se interzicea făurirea de chip cioplit. Nevoile pentru cerința de sculptură se reducea la sculptură decorativă, pentru decorarea clădirilor, în special la exterior, busturile având o minimă căutare. Cercetătorul Petre Oprea a precizat și că sculptura decorativă era adusă tot din străinătate, în special din Italia. Portretele suscitând un mai mic interes din partea comanditarilor, prezentau și o mai mică pretenție de ordin calitativ, cel mai adesea se recurgea la realizarea lor de către un meșter german sau italian care era deja stabilit prin Principatele Române, foarte rar comanda era dată unuia autohton.
Prin înființarea, în anul 1865, a Școlii de Belle-Arte din București de către Alexandru Ioan Cuza la propunerea lui Theodor Aman și Gheorghe Tattarescu, s-a creat sculpturii un climat mai bun prin crearea catedrei de sculptură condusă de germanul Karl Storck. Acesta împreună cu principalii săi elevi, Ion Georgescu și Ștefan Ionescu-Valbudea, au răspuns favorabil instituțiilor culturale, precum și ambițiilor diferitelor grupări politice ale timpului acela. Ei au ridicat monumente și busturi oamenilor de stat și marilor personalități culturale ale României.
Există în presa acelei epoci, numeroase mărturii privind activitatea sculptorilor care răspundeau apelurilor pe care le făceau fel și fel de comitete de inițiativă al căror scop era ridicarea de busturi și monumente. Toate aceste informații au scos la iveală și o mulțime de neajunsuri care au dus de fapt, la reducerea semnificativă a numărului de comenzi realizate de către artiști. În București erau câteva ateliere de sculptură în marmură, așa cum era cel al lui sculptorului Georg Fles din Altona ( Hamburg ) și mai apoi cel de cioplitorie în marmură al lui Karl Storck. Dacă realizarea în marmură sau piatră era posibilă, nu se putea spune același lucru și despre turnarea în bronz. În România nu exista niciun atelier profesional pentru așa ceva. Din această cauză, turnarea în bronz a oricăror obiecte artistice, clopotărie sau uz utilitar, se realiza în atelierele din străinătate, fapt care ducea în mod previzibil la o creștere accentuată a prețului lor.
Ca să reducă aceste costuri de execuție, autoritățile din România, au decis la începutul ultimului deceniu al secolului al XIX-lea, să deschidă o secție de turnătorie artistică în bronz la Școala superioară de arte și meserii din București. Conducerea acestei secții - specială pe atunci, a fost dată unui meșter francez Louis Ferdinand, care era angajat cu contract de muncă pe o perioadă limitată de timp. Ca urmare, Ferdinand împreună cu elevii lui, a început să toarne în bronz numeroase sculpturi, foarte reușite tehnic, așa cum sunt bustul generalului Alexandru Cernat din București, al lui Ion Georgescu, și Monumentul doctorului Davila, al lui Carol Storck, de la Facultatea de medicină din București.
Din cauză că atelierul lui Louis Ferdinand realiza doar comenzile date de unele instituții ale statului, mai ales cele ce erau necesare învățământului, pentru celelalte comenzi de tip particular, artiștii trebuiau să urmeze aceleași drumuri ale străinătății atât de mult uzate în trecut. Ca urmare, a fost inevitabil ca să nu apară inițiativele private, așa cum a fost cea a lui Vasile V. Rășcanu care a făcut epocă timp de aproape o jumătate de secol.

## Biografie
Vasile Rășcanu s-a născut la 12 august 1877 în satul Țifu, comuna Rășcanu, din fostul județ Fălciu. El a fost al cincilea copil al familiei de țărani Vasile și Catinca Rășcanu. A făcut școala gimnazială la Tulcea în perioada 1890-1894, după care a urmat cursurile Școlii superioare de arte și meserii din București, între anii 1894-1898, la secția de turnătorie artistică. La această instituție și-a continuat practica până în anul 1903, moment în care a fost trimis, de Louis Ferdinand, să studieze turnătoria artistică în școli occidentale, timp de doi ani, la Viena (între iunie - septembrie 1903), München (septembrie - noiembrie 1903), la Berlin (decembrie 1903 - decembrie 1904), la Paris (ianuarie - iunie 1905) și la Florența (iunie 1905).
Motivul trimiterii la studii a lui Rășcanu a fost înlocuirea francezului Ferdinand la expirarea contractului lui de muncă, el vrând să părăsească România. Chiar dacă intenția a fost una reală, postul nu a fost acordat lui Rășcanu care nu-și încheiase încă studiile. Astfel că, în timp ce Rășcanu era la studii, postul a fost dat unui sculptor și turnător în bronz de origine austro-ungară, A. Zehle. De la acest sculptor, criticii și istoricii de artă nu cunosc decât o singură lucrare - coroana de bronz realizată în 1904 pentru mormântul lui Ștefan cel Mare.

## Prima turnătorie artistică V. V. Rășcanu & Comp

### Înființare

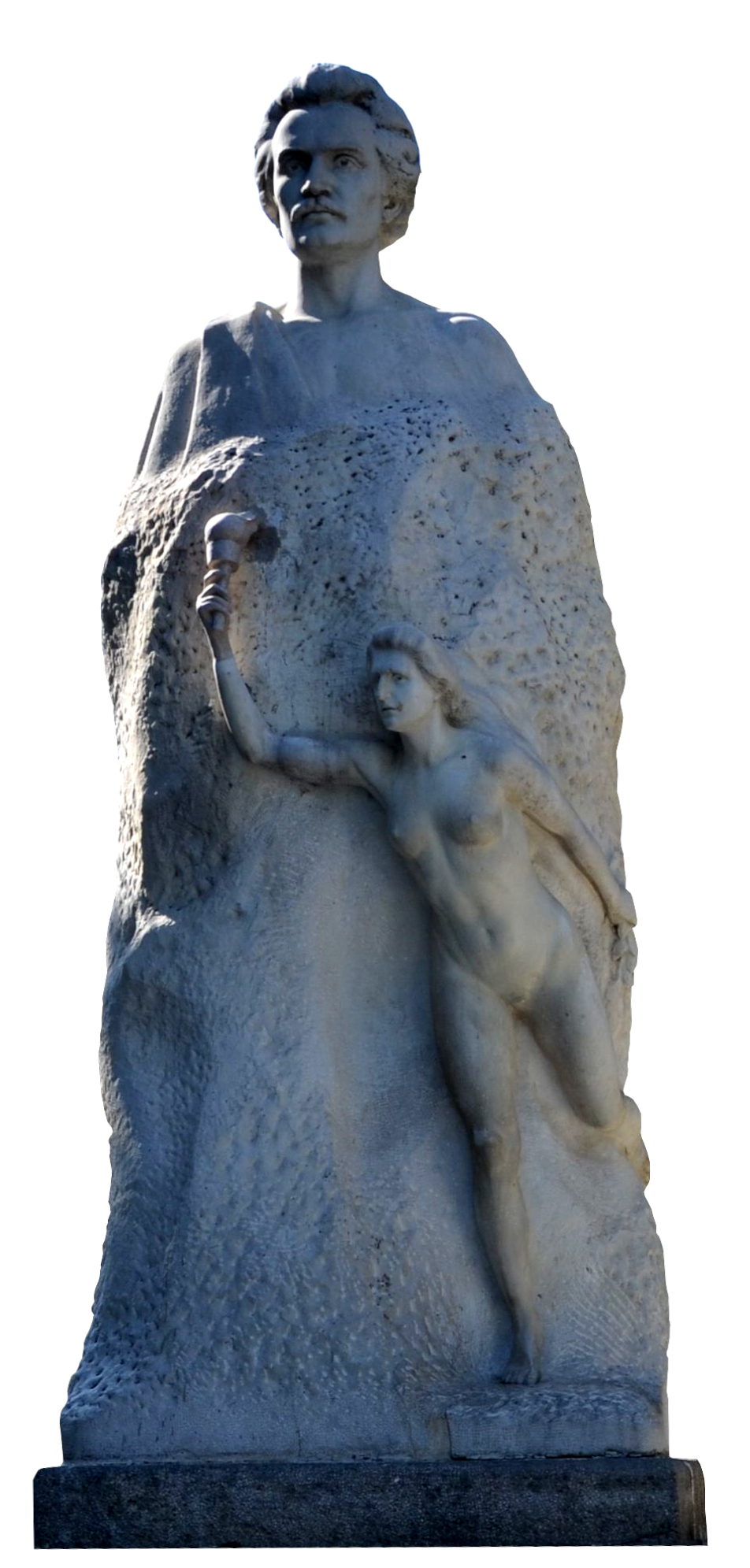
Monumentul Eminescu de Frederic Storck - Originalul în marmură de la Galați

Revenit în țară, în vara anului 1905, Vasile Rășcanu a înființat în luna octombrie, împreună cu sculptorul Frederic Storck (asociat), o societate de producție intitulată „Prima turnătorie artistică V. V. Rășcanu & Co”. Noua societate a fost fondată într-o clădire de pe strada Doctor Felix nr. 89. În primul an de activitate, societatea a produs doar opere realizate de Frederic Storck, ca Bust de țăran, Dorobanț și Cap de fetiță, câteva obiecte decorative pentru expoziția jubiliară din anul 1906 și câteva clopote. După anul 1906, ponderea activității s-a mutat preponderent pe turnarea de sculpturi, cizelajul lor fiind executat de un meșter german.
Cu excepția lui Frederic Storck, care și-a turnat în 1906 cincisprezece sculpturi, se știe sigur că Oscar Spaethe și-a turnat definitiv și el un număr de opere. Există mențiuni documentare, cum este cea din Revista Secolul din 19 septembrie 1910, care certifică că în atelierul societății erau în lucru  cinci sculpturi - Costache Negri de Ion Iordănescu, Eminescu (monumentul de la Galați) de Frederic Storck, Iacob Lahovary de Oscar Spaethe, P. Serafim de Dimitrie Paciurea și C.C. Golescu de Wladimir Hegel. Din analiza cataloagelor de expoziții din acea vreme reiese cu pregnanță că numărul de lucrări care ieșeau de pe poarta societății erau în creștere. După anul 1910, tot din analiza cataloagelor, reiese că numărul de sculpturi făcute în marmură au înregistrat un declin important, timp în care cele turnate în bronz au crescut foarte mult.
Datorită faptului că înființarea acestei societăți a dus la un real succes de piață, cei doi asociați V. V. Rășcanu și Frederic Storck, au decis ca începând din anul 1912 să mărească semnificativ subscribția de capital. Acest lucru s-a întâmplat datorită faptului că turnătoria lor era unica intreprindere de specialitate din București. Pe măsură ce societatea lui Rășcanu își mărea cifra de afaceri, secția de turnătorie de la Școala superioară de arte și meserii, și-o reducea, instituția executând doar câteva comenzi date de stat, în funcție de nevoile de școlarizare ale elevilor. De fapt, V. V. Rășcanu a fost numit până la urmă ca meșter al secției de la Școala superioară în anul 1907. Însă toate lecțiile practice ale elevilor se făceau în cadrul atelierului de la societatea sa de turnătorie. Această realitate economică a făcut ca secția de turnătorie a școlii să fie desființată în anul 1909. După terminarea primului război mondial, secția de la școală a fost reînființată.

### Concurența
Anul 1914 a însemnat retragerea din societate a lui Frederic Storck și restructurarea ei pentru a putea face față concurenței acerbe pe care o făcea „Turnătoria atristică în bronz Ion Trifulescu”, nou înființată la finele anului 1912. Ion Trifulescu, pe numele său adevărat Ion Stoica era născut în anul 1882. El a urmat cursurile secției Școlii superioare de arte și meserii. După cum a afirmat fiica sa, Ștefania Trifulescu, Ion Stoica a făcut studii de specialitate în Austro-Ungaria. În anul 1914 a deschis o turnătorie în bronz pe strada Zablowski nr. 42, atelier care a funcționat până în luna august 1916. Ion Trifulescu a murit în 29 noiembrie 1917 de tifos la Spitalul Sfântul Spiridon din Iași. Soția lui a mai menținut atelierul după 1918 încă vreo câțiva ani. Ea a fost ajutată de un lucrător și a realizat doar clopote și alte lucrări de artă decorativă. În turnătoria lui Trifulescu s-au executat, încă de la începutul activității, multe lucrări de artă decorativă. Cu toată concureța lui Trifulescu, societatea lui Rășcanu a rezistat în primul rând datorită finisării obiectelor și a modului în care patina lucrările, îndeosebi cu culoare neagră închisă. 
Începerea primului război mondial a pus capăt afacerilor celor două turnătorii concurente. După război, firma lui Rășcanu, cu toate că a avut de suferit în timpul ocupației puterilor centrale, a rămas fără concurență. Ca urmare, și-a reluat activitatea și mai intens, deoarece a fost asaltată pur și simplu de o avalanșă de comenzi pentru busturi funerare și mai ales pentru turnarea de monumente ale eroilor care și-au jertfit viața în marele război. Multe dintre comenzi au fost date de familiile celor decedați, dar și de autorități etc.
Din cauza mulțimii de comenzi cu care s-au confruntat, s-a făcut rabat la realizarea tehnică, asta și din cauză că majoritatea comnditarilor au avut și pretenții scăzute pentru produsul final pe care l-au comandat. Din aceste cauze a existat o  mișcare centrifugă a unor lucrători ai societății care împreună uneori cu elevi ai Școlii superioare de arte și meserii, nou înființată după război, au deschis mici ateliere pentru turnătorie artistică. Toate acestea s-au automulțumit în realizarea de statuete de mici dimensiuni, cu precădere portrete-bust. Așa au fost:

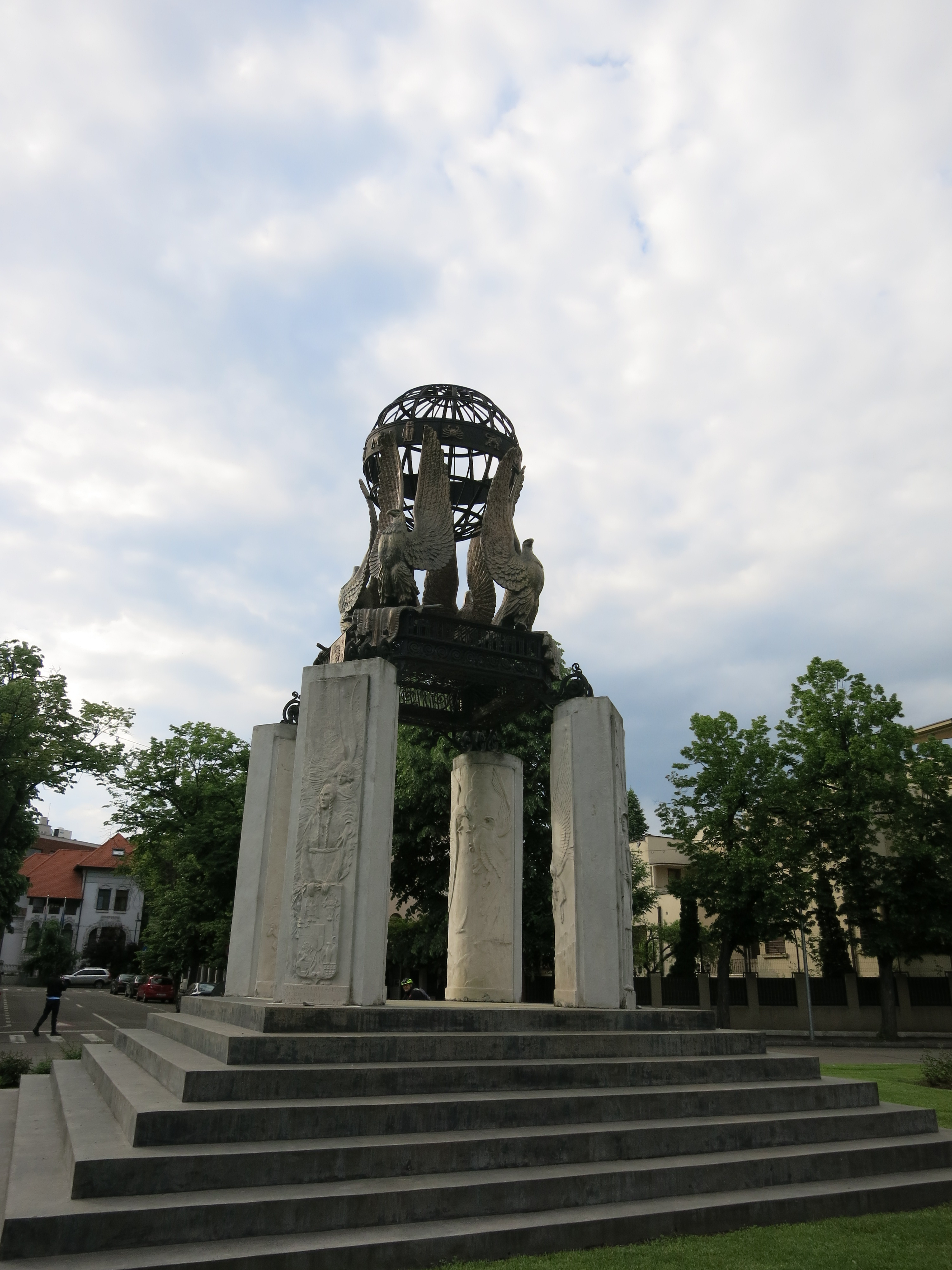
Monumentul Zorileanu (Emil Ludovic Gové) turnată la „Turnătoria Grigore Dănilă”

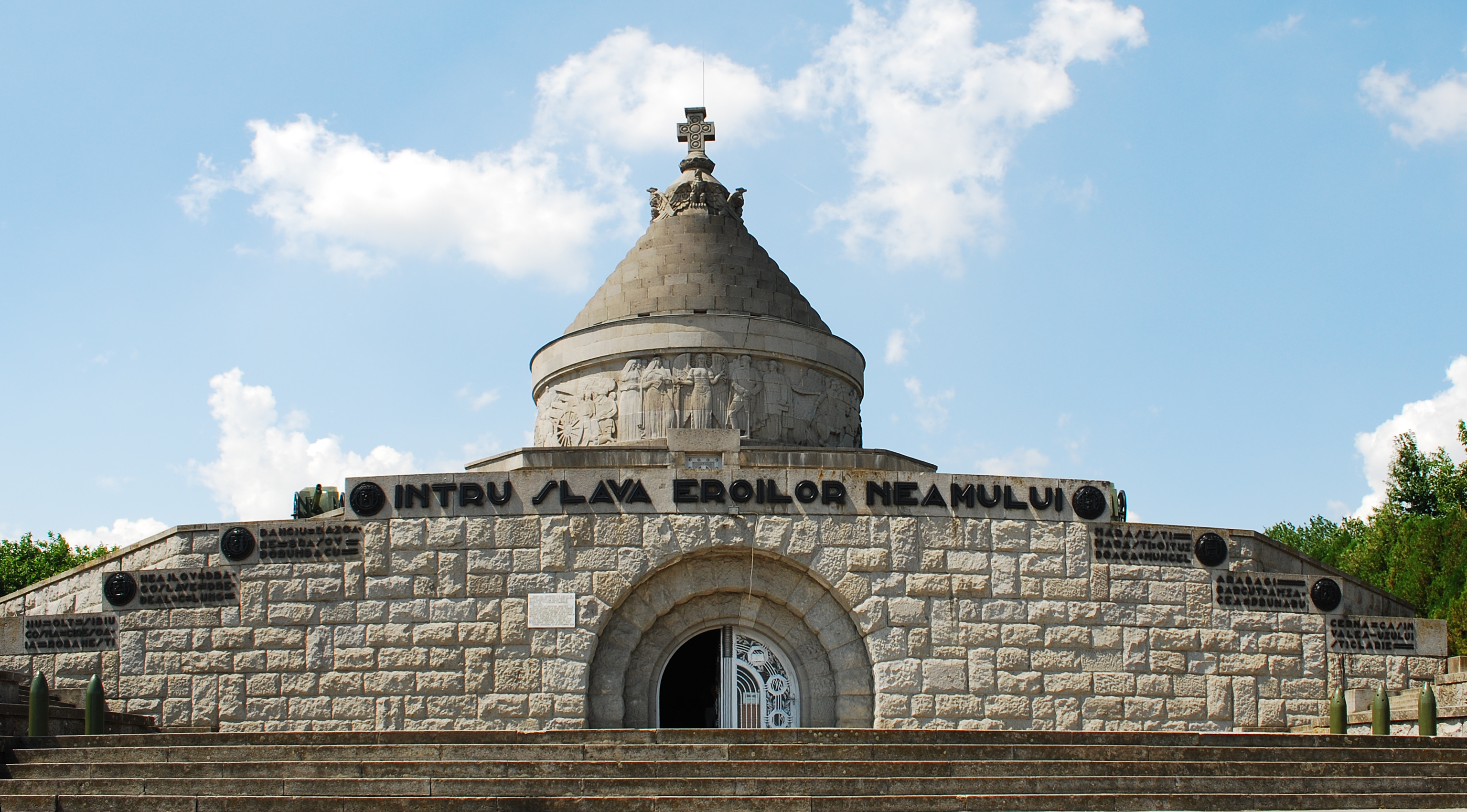
Criptele de la Mausoleul de la Mărăşeşti turnate la „Turnătoria Grigore Dănilă”

- turnătoria artistică de bronz afiliată „Asociației Arta Română”, înființată în anul 1921. Societatea avea atelierul pe Șoseaua Colentina nr. 99 și a fost fondată la inițiativa lui N. Deciulescu, N. Marinescu, Constantin Georgescu, Gheorghe Stratina și Mitică Popa. Din cauză că Mitică Popa s-a sinucis și Marinescu a decedat prematur, „Turnătoria Asociației Arta Română”, a rămas în anul 1925, în proprietatea doar a lui Nicolae Deciulescu și Gheorghe Stratina. Din cauza marei crize economice din perioada 1929 - 1933, societatea a trebuit să-și reprofileze activitatea pentru producția de piese mecanice și clopotărie, activitatea care la înființare era doar subsidiară. Cu toate că a avut o scurtă perioadă de activitate, turnătoria a primit comenzi de la Dumitru Mățăoanu, unul dintre principalii antreprenori ai vremii aceleia în care se făceau monumente ale eroilor, în serie, pentru localitățile mici, în special sate. Cu excepția lui Mățăoanu, artiști comanditari au mai fost Vasiliu-Falti și Filip Marin.[11] Nicolae Deciulescu s-a născut în 15 decembrie 1914 în Pogoanele, în fostul județ Buzău. Ucenicia a făcut-o în provincie, la un atelier particular de turnătorie artistică al cărui proprietar era Dengeniu Teodorescu. În anul 19221 a înființat împreună cu alți colegi Asociația Arta Română. Asociația s-a desființat în anul 1948.[12]
- „Turnătoria D. Teodorescu”, înființată în 1922.[11]
- „Turnătoria Grigore Dănilă”, înființată în anul 1922. Grigore s-a născut la 29 ianuarie 1894 la Ocna Mureșului în fostul județ Alba. A fost ucenic în perioada 1914-1917 la atelierul turnătoriilor căilor ferate maghiare din Budapesta. În perioada 1919-1921 a lucrat la „Fabrica de turnătorie V. V. Rășcanu”, apoi a lucrat în paralel la Atelierul de turnătorie al Societății Cultul Eroilor și la Asociația Arta Română, până în anul 1925. În acest an și-a deschis un atelier propriu pe strada Bârnova din București. Atelierul acesta a fost desființat în anul 1952. Lucrări cunoscute care au fost realizate de el sunt Monumentul Zorileanu și criptele de la Monumentul de la Mărășești.

„Turnătoria D. Teodorescu” și „Turnătoria Grigore Dănilă” au făcut statui cu o foarte bună execuție, turnătoria lui Dănilă folosind și metoda cerei pierdute. Acest fapt se vede și în semnătura lucrarii Himera lui Paciurea, sculptorul fiind foarte pretențios în colaborarea cu societățile de turnătorie artistică. Calitatea produselor finite ale turnătoriei lui Dănilă din primii ani de activitate era una deosebită, pentru că societatea se baza pe colaborarea cu cizelorul Alexe Ion.
Ion Alexe era născut în anul 1877 în comuna Corbu din județul Olt. El era maestru cizelor la Școala superioară de arte și meserii. Era și sculptor apreciat și cunoscut, lucrările sale cele mai cunoscute fiind Ciobănaș și Un drumeț, aflate astăzi la Muzeul Național de Artă al României. Cele două statui au fost expuse la pavilionul românesc de la Expoziția universală de la Paris din anul 1937. După anul 1953, Alexe a lucrat la I.C.A.R. Fiul să, Alexe Stan a urmat și el o carieră artistică, devenind sculptor.
- „Turnătoria Fraților Guran”, deschisă în anul 1929. Primul dintre frați, s-a născut la Stâlpu, Buzău în anul 1892. Acesta și-a făcut ucenicia la „Turnătoria lui Ion Trifulescu”. După un an de activitate la „Turnătoria Fraților Guran”, el a lichidat societatea și s-a angajat la atelierul C.F.R. din București. De aici a și ieșit la pensie.[12]

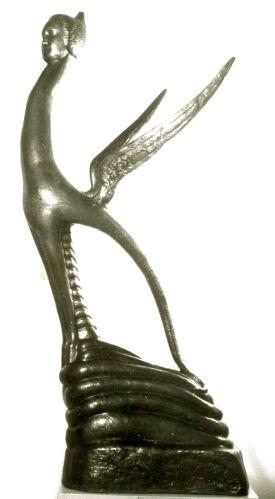
Premiul național din anul 1927 - Himera văzduhului - de Dimitrie Paciurea

### Restructurare
Cum concurența era acerbă, turnătoria lui Rășcanu a contractat în anul 1924, un împrumut oneros la Societatea națională de credit industrial. Cu ajutorul acestuia, Rășcanu a extins afacerea și a dezvoltat-o în nou înființata „Fabrică de turnătorie V. V. Rășcanu”. Noua societate avea mai multe secții de producție, dintre care secția de turnătorie artistică era la fel de importantă ca și celelalte.
În al treilea deceniu al secolului al XX-lea, monumentele și lucrările de mari dimensiuni au fost turnate la Fabrica V. V. Rășcanu. Pe lângă faptul că societatea avea toate utilajele necesare activității, meșterul Rășcanu era neîntrecut în executarea comenzilor care cereau o pricepere tehnică deosebită. În plus, aici se turna o mulțime de  busturi și sculpturi de interior, cărora li se aplicau o vastă gamă de patine.
Trecând perioada crizei economice 1928-1933, Fabrica V. V. Rășcanu s-a confruntat cu concurența nou apărută a „Turnătoriei artistice Constantin Georgescu”, care s-a înființat în anul 1936 pe strada Gheorghe Coțovelea nr. 11, astăzi strada Rarău nr. 21. Constantin Georgescu s-a născut în anul 1891 și a fost ucenic și turnător la turnătoria lui Rășcanu, fiind unul dintre cei mai buni meșteri ai societății. În anul 1921 a intrat ca asociat la „Turnătoria artistică Arta Română”, unde a lucrat până în 1936 când și-a înființat propriul atelier. A murit în anul 1967. Activitatea atelierului lui Georgescu este mai puțin cunoscută, cert este că realizările lui erau de o calitate foarte bună. Cizelajul lucrărilor era făcut de diverși colaboratori cizelori, majoritatea fiind meșteri la Școala superioară de arte și meserii.

### Finalul
În anul 1939, Rășcanu a ajuns în imposibilitatea de a-și mai achita obligațiile contractuale ale creditului luat în 1924. Din cauză că numărul comenzilor a început să scadă semnificativ, el a trebuit să-și lichideze intreprinderea. După un an, în 1940, Rășcanu a cumpărat o parte din atelierul lui Constantin Georgescu. Ca urmare, până în 1944, a mai realizat doar câteva statuete, el reprofilându-se pe producția de piese auto. Constantin Georgescu s-a reorientat și el pe piese mecanice, derulându-și activitatea până în 1950, an în care și-a lichidat și el societatea.
În anul 1947, Societatea V. V. Rășcanu & Co, executa turnătorie artistică  de  bronz, alamă, zinc și diverse metale fine. Societatea era furnizorul curții regale și avea sediul în București pe strada Banat nr. 30. Ea făcea clopote, policandre, sfeșnice și alte obiecte bisericești la prețuri  avantajoase  și  calitate  superioară.
Datorită acestor împrejurări, doi dintre lucrătorii angajați la Fabrica V. V. Rășcanu, au înființat în anul 1939 „Turnătoria artistică Guran & Popa”. Ion Guran s-a născut în 9 martie 1898 și a fost ucenic la „Fabrica V. V. Rășcanu”, devenind în scurt timp unul dintre cei mai buni meseriași. Între anii 1922-1926 a urmat cursuri de specializare la turnătorii artistice în bronz din Paris, după care a lucrat mai mult timp la o turnătorie din Lyon. Vasile Popa, asociatul lui Guran, s-a născut în 20 iunie 1897 și a învățat meșteșugul tot la Rășcanu. După ce el și Guran și-au lichidat societatea în 1951, a lucrat până la pensionare la atelierul de turnătorie al Combinatului Fondului Plastic din București. Turnătoria celor doi asociați a fost deschisă în curtea locuinței lui Guran de pe strada Oltului nr. 8. Guran și Popa au avut la începutul activității, concursul maestrului Rășcanu și de aceea au putut lua în primii ani comenzi importante, așa cum au fost statuia lui Mihail Kogălniceanu și statuia lui Constantin Brâncoveanu din București. Cele două lucrări au fost însă, realizate în atelierele lui Rășcanu, având asistența maestrului în timpul turnării. Clienții cei mai importanți ai lui Guran & Popa au fost Oscar Han, Oscar Spaethe, Iosif Fekete etc.
În anul 1946, Rășcanu a fost contactat de Ministerul Artelor cu intenția de reorganizarea unei turnătorii artistice în bronz, având la dosar noile cerințe ale statului. În consecință, Rășcanu a realizat statuia Ostașului Sovietic realizată de Constantin Baraschi și a pus bazele unei echipe de specialiști cu care a lucrat, fiind coordonator, în cadrul Combinatului Fodului Plastic. După această fondare, lui i s-au alăturat și Vasile Popa, Ion Guran și mulți alți turnători experimentați ce au lucrat până atunci pe cont propriu.

### Concluziile dezvoltării turnătoriilor artistice din România
Ca o concluzie, se poate spune că statul a avut la sfârșitul secolului al XIX-lea inițiativa formării de specialiști în turnătoria artistică, dar el s-a mulțumit doar cu asta și a lăsat cale liberă inițiativei private. Atelierele care au apărut, făcând excepție Fabrica V. V. Rășcanu, au fost mici intreprinderi, în care patronul era însuși turnătorul sau asociații lucrători ai lui, acesta ajutându-se cu alți meseriași cizelori externi. Caracterul inegal al evoluției sculpturii în România, s-a răsfrânt în mod direct asupra dezvoltării turnătoriilor artistice, care au apărut ca o necesitate ivită datorită cerințelor sculpturii. Pe măsura trecerii timpului, o jumătate de secol, turnătoriile au fost supuse stresului economic și ca urmare, au fost nevoite să se reprofileze în producția de piese auto sau mecanice și/sau clopotărie.
Constatarea importantă, este că artiștii bucureșteni au avut la dispoziție o gamă largă de ateliere care prin concurența dintre ele au reușit să fixeze definitiv în bronz operele lor. Concurența dintre turnătorii a avut și o cotație negativă, prevalența unui preț avantajos a fost preferată în detrimentul calității. Scăderea calitativă nu a avut niciodată mari proporții, deoarece aceeași concurență impunea o calitate superioară. În același timp, faptul că majoritatea meșterilor erau absolvenți ai Școlii de arte și meserii din București, a dus la folosirea acelorași metode de turnare, toți având acumulate aceleași învățăminte dintr-un fond comun curicular. Toți au folosit turnarea în nisip și destul de rar metoda cerei pierdute, ca o metodă superioară celei dintâi. Au existat și cazuri în care aplicarea metodei cerei pierdute au adus și eșecuri de turnare din cauză că nu a fost aplicată corespunzător.
Cu toate neajunsurile metodelor folosite la turnare, au rezultat opere care nu au o virtuozitate deosebită, dar au fost realizate la același nivel ca și cele din alte părți ale lumii executate în acele timpuri. De altfel, au fost și artiști străini care au apreciat lucrările românești la certa lor valoare. Așa au fost, Mercier, Auguste Dubois și Ivan Meštrović. Ei chiar și=au realizat unele opere în turnătoria lui Rășcanu. Tot aici au fost comandate și opere din țarile vecine României. Un aspect important al dezvoltării turnătoriilor artistice din România, a fost și anihilarea sculturii în marmură, care a înregistrat un nou avânt de abia după douăzeci de ani de la închiderea Fabricii V. V. Rășcanu și fondarea Combinatului Fondului Plastic din București.

### Listă de statui și monumente turnate la V.V. Rășcanu & Co
În perioada 1920-1930:
- Monumentul Avram Iancu din Târgu Mureș;[13]
- Monumentul lui Tudor Vladimirescu din București (Teodor Burcă);[13]
- Monumentul cercetașilor din Tecuci (1928);[13]
- Monumentul infanteriei din București;[13]
- Monumentul lui Costache Negri din Galați (1925) (Iordănescu);[13]
- Monumentul Pache Protopopescu din București;[13]
- Monumentul Mihail Kogălniceanu din Târgu Ocna (1928) (Hegel);[13]
- Monumentul Vasile Conta din Iași (1927) (Iordănescu);[13]
- Monumentul Cuza Vodă din Alexandria (1928) (Iordănescu);[13]
- Monumentul corpului didactic din București (1930) (Verona și Medrea);[13]
